# Свободное падение
Свобо́дное паде́ние — равноускоренное движение под действием силы тяжести, когда другие силы, действующие на тело, отсутствуют или пренебрежимо малы. На поверхности Земли (на уровне моря) ускорение свободного падения меняется от 9,832 м/с² на полюсах, до 9,78 м/с² на экваторе.
В частности, парашютист в течение нескольких первых секунд прыжка находится практически в свободном падении.
Свободное падение возможно на поверхность любого тела, обладающего достаточной массой (планеты и их спутники, звёзды, тардионы и т. п.).
Во время свободного падения какого-либо объекта этот объект находится в состоянии невесомости (как если бы он находился на борту космического аппарата, движущегося по околоземной орбите). Данное обстоятельство используется, например, при тренировке космонавтов: самолёт с космонавтами набирает большую высоту и пикирует, находясь в течение нескольких десятков секунд в состоянии свободного падения; космонавты и экипаж самолёта при этом испытывают состояние невесомости.

## Комментарий к определению
Поскольку сила тяжести понимается как сила, действующая вблизи планеты, определению «свободного падения» строго соответствуют движения тела около поверхности Земли или другого крупного астрономического объекта. Важным условием является малость сопротивления среды (или её отсутствие). Примером служит полёт камня, брошенного с поверхности или с некоторой высоты под любым углом (при небольших скоростях сопротивлением воздуха можно пренебречь), причём движение вверх тоже является свободным падением, вопреки ошибочному интуитивному восприятию. Траектория может иметь форму участка параболы или отрезка прямой.
Очень часто, однако, под «свободным падением» подразумевается только движение тела вертикально вниз и без начальной скорости, у земной поверхности. При этом, в бытовых рассуждениях, сила сопротивления атмосферы иногда трактуется не как искажающий фактор, а как полноценный атрибут такого движения, на равных с силой тяжести.
Изредка «свободное падение» трактуется шире официального определения, а именно допускается движение тела на значительном удалении от планеты. Тогда в определение вписываются, скажем, вращение Луны вокруг Земли или падение тел из космоса. Объект, свободно падающий из бесконечности на планету, достигает её поверхности или верхних слоёв атмосферы со скоростью не ниже второй космической, а траектория представляет собой кусок гиперболы, параболы или прямой; ускорение непостоянно, так как изменения гравитационной силы в пределах изучаемой области существенны.

## История
Первые попытки построить количественную теорию свободного падения тяжёлого тела были предприняты учёными Средневековья; в первую очередь следует назвать имена Альберта Саксонского и Николая Орема. Однако они ошибочно утверждали, что скорость падающего тяжёлого тела растёт пропорционально пройденному пути. Эту ошибку впервые исправил Д. Сото (1545), который сделал правильный вывод о том, что скорость тела растёт пропорционально времени, прошедшему с момента начала падения, и нашёл закон зависимости пути от времени при свободном падении (хотя эта зависимость была дана им в завуалированном виде). Чёткая же формулировка закона квадратичной зависимости пути, пройденного падающим телом, от времени принадлежит Г. Галилею (1590) и изложена им в книге «Беседы и математические доказательства двух новых наук». Сначала Лейбниц, а затем, в 1892—1893 гг. профессор МГУ Н. А. Любимов поставили опыты, демонстрирующие возникновение невесомости при свободном падении.

## Демонстрация явления
При демонстрации явления свободного падения откачивают воздух из длинной трубки, в которую помещают несколько предметов разной массы. Если перевернуть трубку, то тела, независимо от их массы, упадут на дно трубки одновременно.
Если же эти предметы поместить в какую-либо среду, то к действию силы тяжести добавится сила сопротивления, и тогда времена падения данных предметов уже не обязательно будут совпадать, а будут в каждом случае зависеть от формы тела и его плотности.

## Количественный анализ
Введём систему координат Oxyz с началом на поверхности Земли и направленной вертикально вверх осью y и рассмотрим свободное падение тела массы m с высоты y0, пренебрегая вращением Земли и сопротивлением воздуха. Дифференциальное уравнение движения тела в проекции на ось y имеет вид:
{\displaystyle m{\ddot {y}}\;=\;-\,mg\,,}
где g — ускорение свободного падения, а точками над величиной обозначается её дифференцирование по времени.
Интегрируя данное дифференциальное уравнение при заданных начальных условиях y = y0 и v = v0 (здесь v — проекция скорости тела на вертикальную ось), находим зависимость переменных y и v от времени t:
{\displaystyle v\;=\;v_{_{0}}\,+\,gt\,\,;}
{\displaystyle y\;=\;y_{_{0}}\,+\,v_{_{0}}t\,-{\frac {gt^{2}}{2}}\,\,.}
В частном случае, когда начальная скорость равна нулю (то есть тело начинает падение, не испытав толчка вверх или вниз), из этих формул видно, что текущая скорость тела пропорциональна времени, прошедшему с момента начала свободного падения, а пройденный телом путь — квадрату времени.
Подчеркнём, что результаты не зависят от значения массы m.

## Рекорды свободного падения
В бытовом смысле под свободным падением нередко подразумевают движение в атмосфере Земли, когда на тело не действуют никакие сдерживающие или ускоряющие факторы, кроме силы тяжести и сопротивления воздуха.
Согласно Книге рекордов Гиннесса, мировой рекорд расстояния, преодолённого при свободном падении, составляющий 24 500 м, принадлежит Евгению Андрееву. Последний установил данный рекорд во время парашютного прыжка с высоты 25 457 м, совершённого 1 ноября 1962 года в районе Саратова; тормозной парашют при этом не применялся.
16 августа 1960 г. Джозеф Киттингер совершил рекордный прыжок с высоты 31 км с использованием тормозного парашюта.
В 2005 году Луиджи Кани установил мировой рекорд скорости (прыжок в тропосфере), достигнутой в свободном падении — 553 км/ч.
В 2012 году Феликс Баумгартнер установил новый мировой рекорд скорости в свободном падении, развив скорость 1342 километра в час.
30 июля 2016 года американский скайдайвер Люк Айкинс установил уникальный рекорд, совершив прыжок без парашюта с высоты 7600 метров на сеть размером 30×30 м с использованием наземных средств для ориентации.